# Allison Rebecca Stokke
Allison Rebecca Stokke (Newport Beach, California, 22 de marzo de 1989) es una atleta y modelo fitness estadounidense, reconocida por su gran desempeño como saltadora con pértiga en su etapa colegial

## Carrera
Hija de Allan y Cindy Stokke, Allison nació en Newport Beach, California. Stokke creció en una familia deportiva, su hermano mayor David era un gimnasta juvenil. Después de probar la gimnasia, se inclinó por el salto con pértiga mientras asistía a la Newport Harbor High School y pronto se convirtió en una de los mejores saltadoras jóvenes del país. Ganó el título estadounidense entre 15 y 16 años de edad en 2004 con un récord de campeonato de 3.81 m (12 pies, 6 pulgadas).
A la edad de diecisiete años se convirtió en un fenómeno en Internet, después de que imágenes suyas fueran compartidas en las redes sociales. Su estatus de símbolo sexual no buscado fue cubierto a nivel nacional e internacional. Stokke continuó practicando el salto con pértiga, asistiendo a la Universidad de California y compitiendo para su equipo colegial, California Golden Bears. Al salir de la universidad se convirtió en saltadora profesional y modelo deportiva para marcas como Nike y Gap Inc.